# Didier Marouani
Didier Marouani, noto anche con lo pseudonimo di Ecama (Principato di Monaco, 14 luglio 1953), è un musicista monegasco ricordato per essere stato membro del gruppo di disco music elettronica Space.

## Biografia
Nato nel Principato di Monaco nel 1953, Marouani si formò al conservatorio di Parigi. Negli anni settanta pubblicò il primo materiale da solista.
Nel 1977 Marouani fondò gli Space, nelle cui pubblicazioni si firmava come "Ecama". Il loro singolo di debutto Magic Fly, pubblicato nel 1977, raggiunse le posizioni più alte delle classifiche europee e internazionali. Pur continuando a riscuotere un certo successo negli anni seguenti, la band non riuscirà a replicare la fortuna di quella traccia.
Divenuto famoso in Russia negli anni Ottanta, Marouani fece una tournée nel 1983 in varie città dell'Unione Sovietica come Mosca o Kiev. Nel 1987 pubblicò l'album Space Opera, nel quale collaborano i cori dell'università di Harvard e quello dell'Armata Rossa. Fece un altro tour in Russia nel 1990.
Nel 2016 Marouani venne incarcerato nella capitale russa dopo essere stato accusato di plagio dall'artista Filipp Kirkorov.

## Riconoscimenti
Gli è stato dedicato un asteroide, 275215 Didiermarouani.

## Discografia parziale

### Da solista

#### Album in studio
- 1973 – Didier Express
- 1974 – Didier Marouani Barclay
- 1981 – Seul dans la vile
- 1984 – Années laser
- 1987 – Space Opera

### Nei gruppi

#### Nei Paris France Transit

##### Album in studio
- 1982 – Paris France Transit